# Landepflock
Menit ist in den Ramessidischen Sternuhren die altägyptische Bezeichnung des am Südhimmel stehenden Sternbildes Landepflock, für das 5 Stundensterne angegeben sind (Q2 bis Q6). Es handelt sich bei Menit um das Sternbild Zentaur und um den Carinanebel, der Bestandteil des Sternbildes Kiel des Schiffs ist. 

## Stundensterne des Landepflocks
1. Q1: Tepi-a-menhit (Vorläufer des Landepflocks; existiert nicht)
2. Q2: Tja-nefer (Der schöne junge Vogel; η Carinae)
3. Q3: Schemsu-hat-menit (Begleiter der Spitze des Landepflocks; δ Centauri)
4. Q4: Menit (Oberseite des Landepflocks; ξ2 Centauri)
5. Q5: Schemsu-menit (Begleiter des Landepflocks; ε Centauri)
6. Q6: Schemsu-iy-her-sa-menit (Nachlaufender Begleiter des Landeplocks; ζ Centauri)

## Sternbild Landepflock

Sternbild Zentaur

Das Sternbild, das den Himmelsgott Menit-weret symbolisierte, ist bereits in den Pyramidentexten des Alten Reichs belegt. Es bestand wahrscheinlich aus den sieben Sternen:
1. Menit (Oberseite des Landepflocks; ξ2 Centauri)
2. f Centauri
3. e Centauri
4. Muhlifain
5. τ Centauri
6. Schemsu-hat-menit (Begleiter der Spitze des Landepflocks; δ Centauri)
7. p Centauri